# Hans Fink
Hans Fink (født 10. august 1944) er en dansk filosof, som tidligere underviste ved Institut for Kultur og Samfund på Aarhus Universitet. Desuden er han foredragsholder og forfatter til en række bøger. Han har bl.a. beskæftiget sig med, hvordan man anskuer naturen.
Fink startede sin akademiske karriere som mag.art ved Aarhus Universitet i 1969. Han blev cand.phil. i 1971 samme sted og dr.phil. fra University of Oxford i 1974. Herefter startede han som lektor i 1977 og fungerede som docent i perioden 1989 til 2014.